# Grant Mizens
Grant Karlus Mizens (Sídney, 19 de abril de 1977), es un jugador paralímpico de baloncesto en silla de ruedas australiano. Nació en Sídney, Nueva Gales del Sur.

## Baloncesto

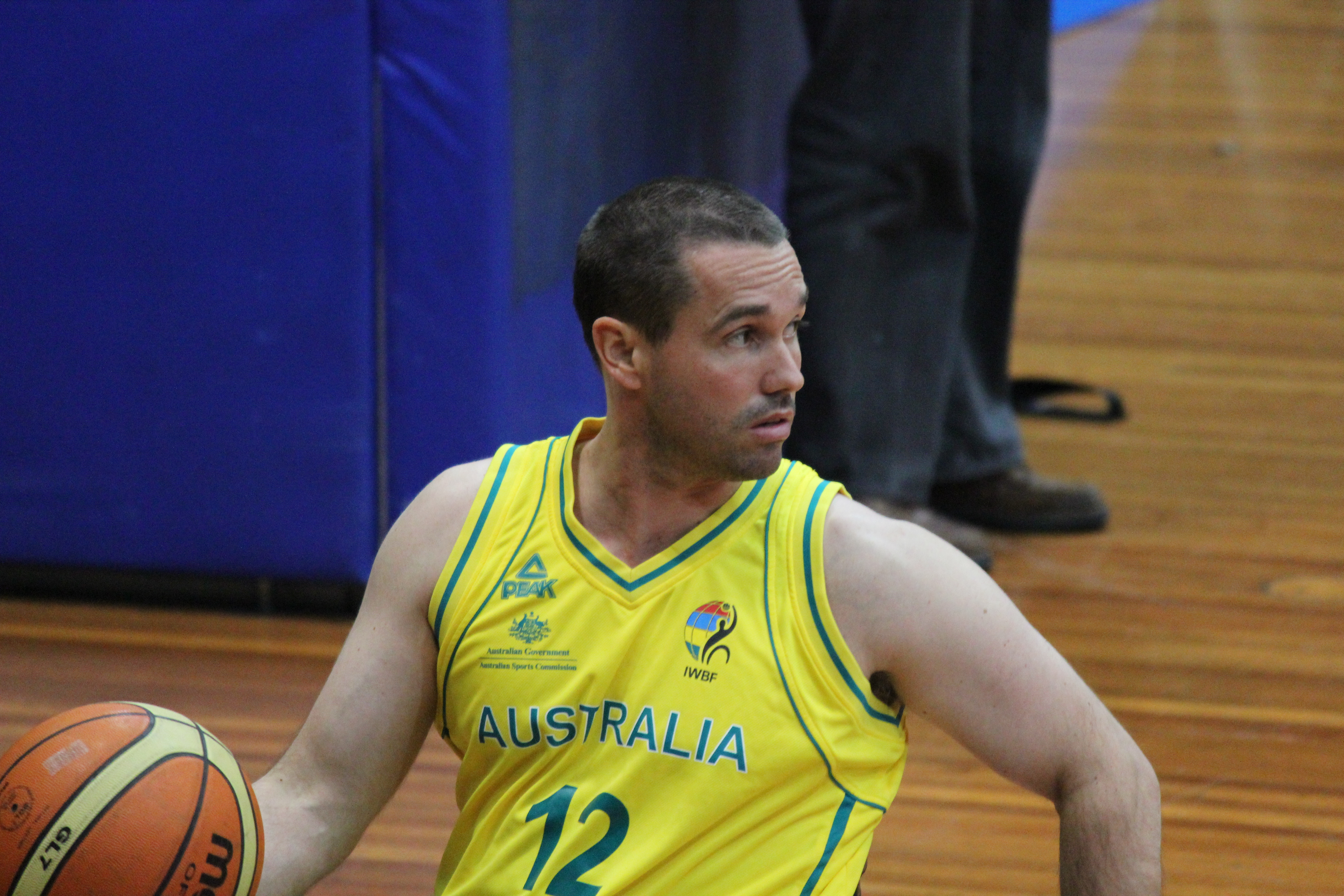
Mizens entrenando.

Está clasificado como jugador 2.0 y juega de defensa.

### Equipo nacional

#### Paralimpiadas

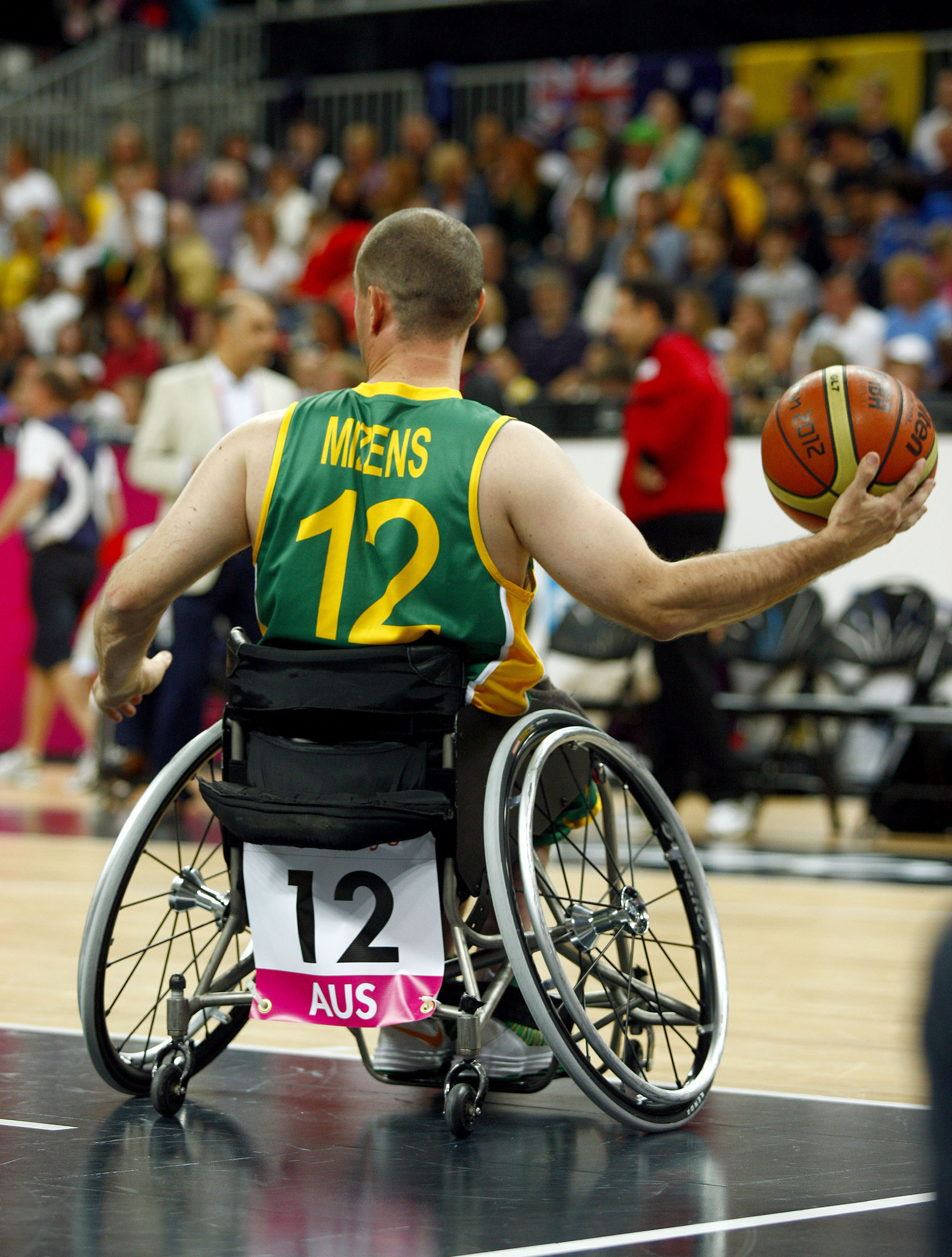
Mizens en los Juegos Paralímpicos de Londres en 2012.

Formó parte del equipo nacional masculino de baloncesto en silla de ruedas de Australia, que ganó una medalla de plata en los Juegos Paralímpicos de Atenas 2004,  y también formó parte del equipo que ganó una medalla de oro, en los Juegos Paralímpicos de verano en 2008 celebrados en Pekín, por lo que recibió una Medalla de la Orden de Australia. En los Juegos Paralímpicos de Londres 2012 formó parte del equipo australiano masculino en silla de ruedas que ganó la plata.

### Otras competiciones
Fue miembro del equipo nacional que compitió en los Campeonatos de Asia y Oceanía de la IWBF en 2009. Fue miembro del equipo nacional masculino de baloncesto en silla de ruedas de Australia que compitió en el Campeonato Mundial de Baloncesto en Silla de Ruedas de 2010, que ganó una medalla de oro.

## Club de baloncesto
Mizens juega al baloncesto en el club de los West Sydney Razorbacks. En 2010, jugaba al baloncesto en el club de los Wenty League Wheelkings.